# Soluto

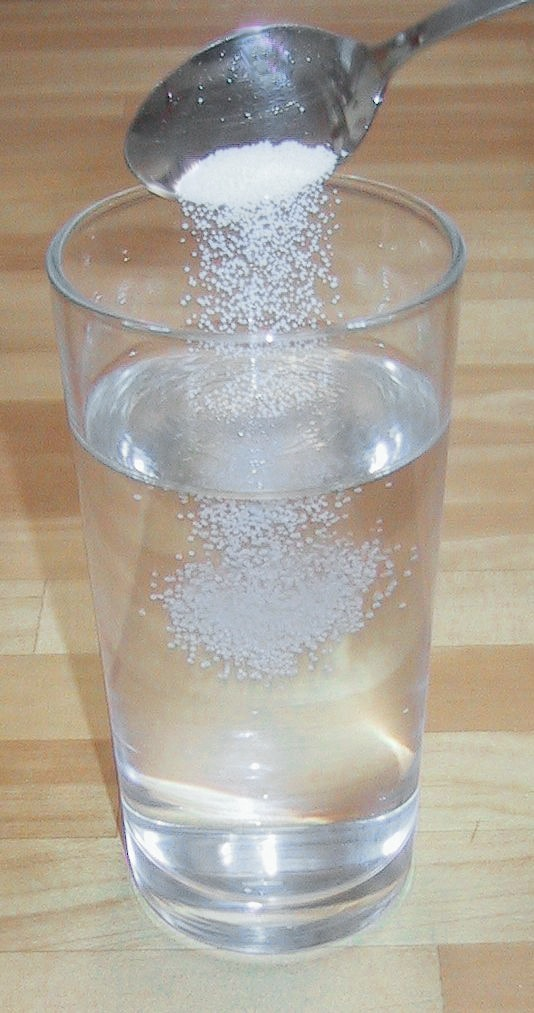
Sal (soluto) a ser dissolvido em água(solvente).

Chama-se  soluto  à substância que pode ser dissolvida, uma substância "solta", sem vínculos. Disperso é chamada a substância química que é "dispersada" no solvente, não tendo portanto solubilização completa.
Encontra-se geralmente num estado físico diferente do solvente, o mais habitual é que se trate de um sólido contido numa solução líquida (sem que se forme uma segunda fase). Por exemplo, o cloreto de sódio (sal de cozinha) pode ser dissolvido na água, ou seja, é um soluto.
A solubilidade de um composto químico depende em grande parte da sua polaridade. Em geral, os compostos iônicos e compostos moleculares polares são solúveis em solventes polares como a água e o etanol. Os compostos moleculares apolares dissolvem em solventes apolares como o hexano, o éter ou o tetracloreto de carbono.
A partir do soluto, é possível saber qual o nível de saturação da substância (solvente). O soluto adicionado ao solvente torna-se uma solução.
Uma palavra mais vulgar para designar uma mistura homogénea é solução. Quando juntamos açúcar á água, ele não desaparece, embora deixemos de o ver. Mesmo no microscópio não conseguimos distinguir o açúcar da água, ele fica dissolvido na água. O açúcar chamamos de soluto, e á água de solvente.